# William A. Clemens

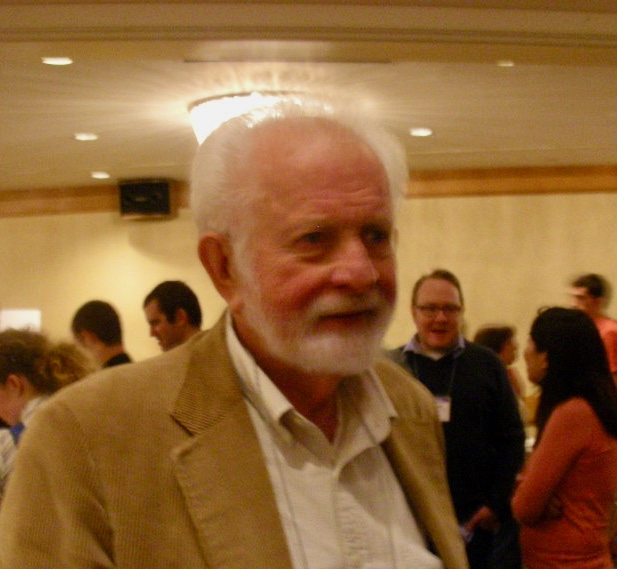
William A. Clemens, 2008

William Alvin Clemens Jr. (* 15. Mai 1932 bei Berkeley, Kalifornien; † 17. November 2020 in Berkeley) war ein US-amerikanischer Wirbeltier-Paläontologe, der sich ab den 1950er Jahren insbesondere mit der frühen Entwicklung der Säuger im Mesozoikum beschäftigte und dafür ein führender Experte war.

## Werdegang
Clemens studierte an der University of California, Berkeley, wo er 1954 seinen Master-Abschluss machte und 1960 in Paläontologie promoviert wurde. Ab 1961 war er an der University of Kansas, wo er es bis zum Associate Professor und Associate Curator für Fossilien höherer Wirbeltiere im zugehörigen Naturgeschichtsmuseum brachte. 1967 wurde er Associate Professor und 1971 Professor für Paläontologie an der Universität Berkeley. 1982 war er Miller Institute Research Professor in Berkeley. Ab 1994 war er in der Fakultät für Integrated Biology. 1987 bis 1989 war er dort Direktor des Museums für Paläontologie. 2002 emeritierte er.
Er befasste sich mit der Evolution von primitiven Säugern im Erdmittelalter und der Kreide-Tertiär Grenze, wobei er ein führender Vertreter für einen graduellen Niedergang der Dinosaurier schon vor dem Meteoriteneinschlag war und auf eine geringe Beeinträchtigung der Säuger durch das Ereignis hinwies. Das führte zu kontroversen Debatten mit den Anhängern der Meteoriten-Katastrophenthese um Walter Alvarez (der an derselben Fakultät in Berkeley war) bis in die 1990er. Er publizierte Monographien über frühe europäische Säuger und die Säuger der Lance Formation der Kreide in Wyoming. Außerdem beschäftigte er sich mit der Mikrostruktur von Zähnen früher Säuger (die hauptsächlich von diesen gefundenen Fossilientypen).
1974 war er Guggenheim Fellow und 1978/79 Alexander von Humboldt US-Senior Scientist Fellow, wobei er in München forschte (und später Anfang der 1990er Jahre auf einem weiteren Sabbatical in Bonn). Er erhielt den Penrose Award der Geological Society of America, deren Mitglied er war. 2006 erhielt er die Romer-Simpson-Medaille der Society of Vertebrate Paleontology, deren Präsident er 1992 bis 1994 war und deren Ehrenmitglied er 2002 wurde. Im selben Jahr erhielt er deren J. T. Gregory Award. Er war Fellow der California Academy of Sciences, deren Trustee er 1988 bis 1997 war sowie Vizepräsident und vier Jahre Präsident. 1991 wurde er Fellow der American Association for the Advancement of Science.
Er war ab 1955 mit Dorothy Clemens verheiratet und hat drei Töchter und einen Sohn.

## Schriften
- Herausgeber mit Jason A. Lillegraven, Zofia Kielan-Jaworowska Mesozoic Mammals- the first two thirds of mammalian history, University of California Press 1979
- Ecological diversification of mammals during the Mesozoic, the Age of Dinosaurs. McGraw-Hill 2006
- Fossil mammals of the type Lance formation, Wyoming, University of California Press, 3 Bände, ab 1964
- Rhaeto-Liassic mammals from Switzerland and West Germany, Bayerische Staatssammlung München 1980
- "Characterization of enamel microstructure and application of the origins of prismatic structures in systematic analyses", in Wighart von Koenigswald (Hrsg.) Tooth enamel microstructure. Rotterdam: A. A. Balkema 1997, S. 85–112.
- "Patterns of mammalian evolution across the Cretaceous-Tertiary boundary". Mitteilungen aus dem Museum für Naturkunde in Berlin, Zoologische Reihe, Band 77, 2001, S. 175–191.
- "Evolution of the mammalian fauna across the Cretaceous-Tertiary boundary in northeastern Montana and other areas of the Western Interior." Geological Society of America, Special Paper 361, 2002, S. 217–245.